# IC 2929
IC 2929 ist eine leuchtschwache Galaxie vom Hubble-Typ I im Sternbild Löwe an der Ekliptik. Sie ist schätzungsweise 140 Millionen Lichtjahre von der Milchstraße entfernt.
Das Objekt wurde am 27. März 1906 von Max Wolf entdeckt.